# Голубев, Александр Николаевич (поэт)
Алекса́ндр Никола́евич Го́лубев (1961—2006) — российский поэт, организатор литературной жизни, основатель международного фестиваля искусств в Смоленске «Артбдения».

## Биография
Александр Голубев родился 13 января 1961 года в Смоленске в семье военного и учительницы. С детства проявлял литературные наклонности, однако окончил специализированную гимназию с математическим уклоном. По окончании института, где стал организатором студенческой жизни, работал в комсомоле.
В конце 1980-х в Смоленске по инициативе Голубева и музыканта и художника Владислава Макарова было создано международное творческое объединение КЭПНОС (Германия—Россия—Украина—Эстония), в работе которого активно участвовали многие известные поэты. Под кураторством Александра Голубева проходили концерты, выставки и творческие вечера неофициального искусства, в том числе Рождественские чтения «Поэзия тишины и покоя», проходившие на турбазе «Хвойная» под Смоленском, в куда приезжают с выступлениями представители альтернативной культуры из Москвы и Санкт-Петербурга. С 1993 года Александр руководил Смоленской областной организацией Союза писателей России. Участвовал как поэт в Боспорских форумах современной культуры в Крыму.
Соучредитель Всесоюзного гуманитарного фонда имени Пушкина. Создал и возглавил смоленское отделение фонда, под эгидой которого провёл в Смоленске два крупных международных фестиваля современного искусства и литературы — «Артбдения-91» и «Артбдения-92». В фестивалях принимали более 300 литераторов, художников, музыкантов из более чем 20 стран.
В 1994 году поэтический сборник Александра Голубева «Стихи разных лет» выдвигался на соискание Государственной премии России.
Трагически погиб 9 апреля 2006 года. Похоронен в деревне Лубня Смоленского района Смоленской области.

## Книги
- «Стихи разных лет» (1993).
- «По направлению от Ивана» (1999), под псевдонимом «Серафим Шерстерылый».